# 青島有軌電車
青島有軌電車（チンタオゆうきでんしゃ、簡体字中国語: 青岛有轨电车）は中華人民共和国山東省青島市にある路面電車である。

## 概要
中華民国時代から青島に路面電車を建設する構想は存在したが実現しなかった。2014年2月に着工され2016年3月5日に開業した。1路線12駅からなる。

## 路線
次の12駅から成る。
前旺疃駅、青特小鎮駅、水庫公園駅、薈城路駅、青威路駅、国城路駅、春城路駅、長城路駅、農業大学駅、明陽路駅、正陽路駅、城陽卸売市場駅

## 参照
1. ↑  http://news.qingdaonews.com/wap/2016-03/05/content_11507391.htm 青岛有轨电车示范线正式载客试运营